# David Cáceres i Calvera
David Cáceres i Calvera (Barcelona, 16 de gener de 1974) és un exjugador i entrenador d'hoquei sobre patins català. Actualment és l'entrenador del FC Barcelona.

## Trajectòria

#### Jugador
Ha jugat a clubs com el FC Barcelona, el CP Vic, l'Igualada HC, on ha passat la major part de la seva carrera, el CE Noia i el CP Monjos.
Va formar part de l'època més gloriosa del Igualada HC a la dècada dels anys 90, amb el qual va aconseguir guanyar, entre d'altres títols, tres Copes d'Europa i una Lliga espanyola.
L'any 2004 optà, juntament amb Jaume Llaverola, per abandonar la selecció espanyola i jugar a la selecció catalana. Com a jugador de la selecció catalana guanyà el Campionat del Món "B" de l'any 2004 a Macau.
Càceres es va retirar la temporada 2012-13 a les files del Igualada HC, equip del qual és el segon màxim golejador històric amb 263 gols, tan sols superat per Santi Carda que en va fer 384.

#### Entrenador
Després de la seva retirada com a jugador,David Cáceres va començar a fer d'entrenador al CHP Sant Feliu de Sant Feliu de Codines per, més endavant, passar a entrenar al Cerdanyola CH.
Posteriorment, va ser peça clau en la permanència de l'Igualada HC a OK Lliga l'any 2021. Cáceres es va fer càrrec de l'equip quan faltaven 8 jornades per al final en posicions de descens, i no solament el va salvar, sinó que va aconseguir classificar-los per a competició europea.
Malgrat el seu èxit a Igualada, la temporada 2021-22, Cáceres es va incorporar a la disciplina del FC Barcelona, on ha estat entrenador d'equips de la base i ha guanyat la Minicopa, Campionats de Catalunya, Campionats d'Espanya i dos EuroHockey U15, entre d'altres. Finalment, a la temporada 2024-25, esdevé entrenador del primer equip culé, en substitució d'Edu Castro.

## Palmarès

### Jugador

##### FC Barcelona
- 1 Copa del Rei / Copa espanyola (1999)

##### Igualada HC
- 3 Copes d'Europa (1995/96, 1997/98, 1998/99)
- 3 Supercopes d'Europa
- 1 OK Lliga / Lliga espanyola (1996/97)
- 3 Lligues catalanes

##### Selecció catalana
- 1 Campionat del Món "B" (2004)
- 4 Golden Cups (2004, 2005, 2008, 2009)

##### Selecció espanyola
- 1 Campionat d'Europa